# Coronacrisis in Macau
De coronacrisis in Macau, een speciale bestuurlijke regio van China net zoals Hong Kong, begon toen op 22 januari 2020 de eerste twee besmettingen werden bevestigd.

## Tijdlijn
Op 22 januari 2020 waren er in Macau twee bevestigde gevallen van het coronavirus gemeld. Dit betroffen een 52-jarige vrouw en een 66-jarige man, beiden afkomstig uit Wuhan.
Op 26 januari bevestigde het 'Macau Health Bureau' drie nieuwe besmettingen met het virus, allen zijn inwoners van Wuhan. Sindsdien heeft de overheid van Macau alle scholen en universiteiten tot nader order gesloten, tevens zijn grenscontroles van kracht waarbij de temperatuur wordt gecontroleerd. Hiernaast zijn er nog een aantal stadions gesloten om zo de verspreiding van het virus te beperken.
Op 27 januari werd bij een 15-jarige jongen, de zoon van een van de eerder vastgestelde patiënten, vastgesteld dat hij als zesde besmet was met het virus in Macau. Op 28 januari volgde de zevende besmetting, een 67-jarige vrouw en inwoner van Wuhan die via Guangzhou reisde voordat zij de Barrier Gate-checkpoint van Macau passeerde.